# Brossay
Brossay – miejscowość i gmina we Francji, w regionie Kraj Loary, w departamencie Maine i Loara.
Według danych na rok 2010 gminę zamieszkiwały 324 osoby, a gęstość zaludnienia wynosiła 68 osób/km².